# 1er bataillon de combat du génie (États-Unis)
Pour les articles homonymes, voir 1er bataillon.
Le 1er bataillon de combat du génie est un bataillon de l'armée américaine créé en 1941.